# ライプツィヒ放送吹奏楽団
ライプツィヒ放送吹奏楽団（ライプツィヒほうそうすいそうがくだん、独: Rundfunk-Blasorchester Leipzig）は、ドイツのザクセン州ライプツィヒを本拠地とする吹奏楽団。

## 概説
旧東ドイツのライプツィヒ放送内に1948年頃からフリーランスの音楽家により臨時編成の吹奏楽団として組織され、1950年6月3日に正式に放送局吹奏楽団として結成された。クラシック音楽からポピュラー音楽まで幅広いレパートリーを持ち、放送用の演奏だけでなく放送局外での演奏会も行っていた。
東西ドイツ統一に伴う放送局の再編後は、楽団の名称はそのままに、放送局を離れて独立した民間のプロ吹奏楽団として新たなスタートを切り、コンサートやCD録音を行っている。

## 標準編成
標準編成（定員）は以下の34人編成だが、演奏曲目に応じて柔軟に編成を変える。
- フルート 1名
- ピッコロ 1名
- オーボエ 1名
- E♭クラリネット 1名
- クラリネット 5名
- バスクラリネット 1名
- ファゴット 1名
- ホルン 4名
- フリューゲルホルン 2名
- テノールホルン 2名
- バリトン 1名
- トランペット 4名
- トロンボーン 4名
- チューバ 2名
- コントラバス/ベース 1名
- ティンパニ 1名
- 打楽器 2名